# Łyżeczka

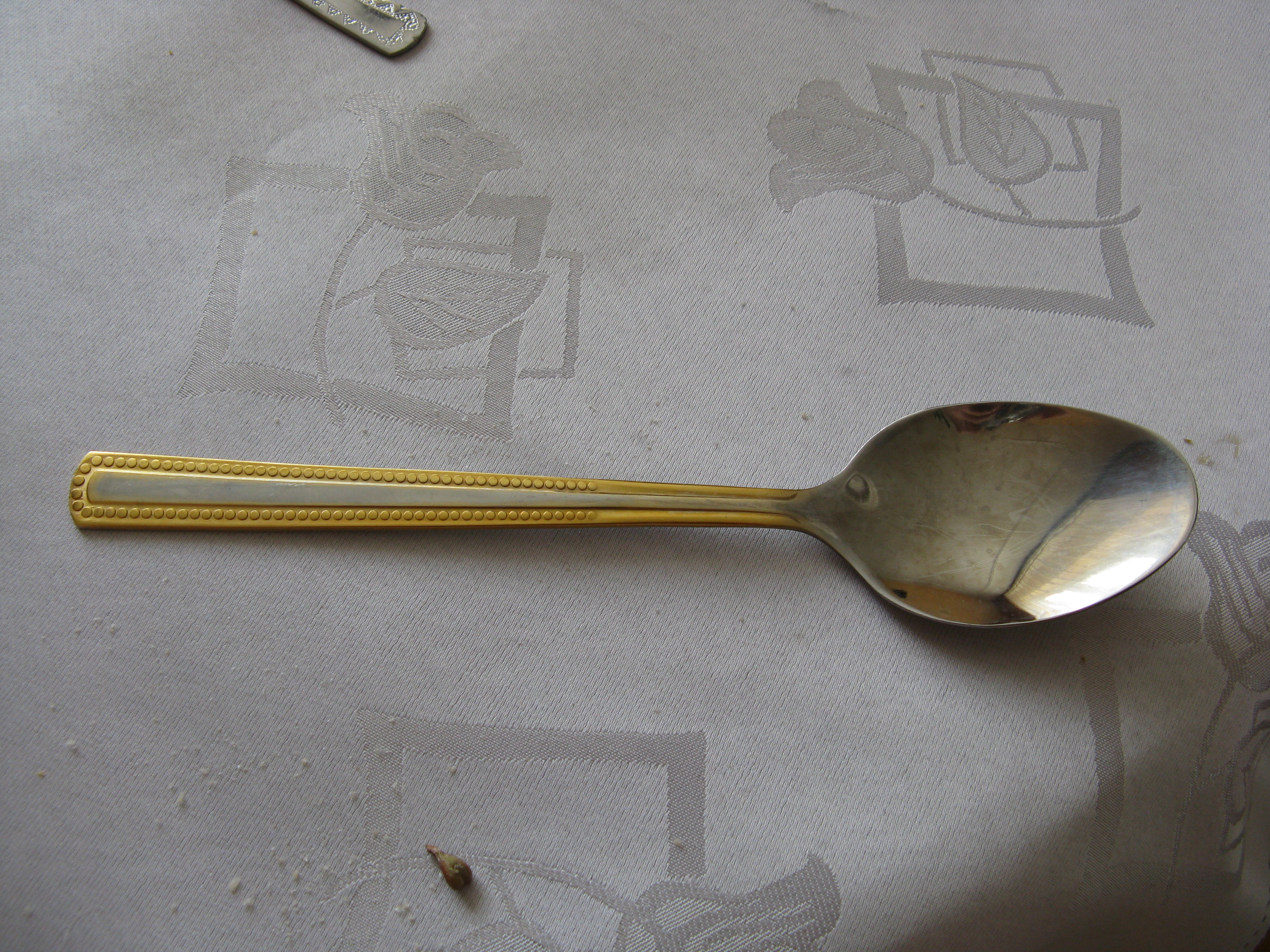
Łyżeczka

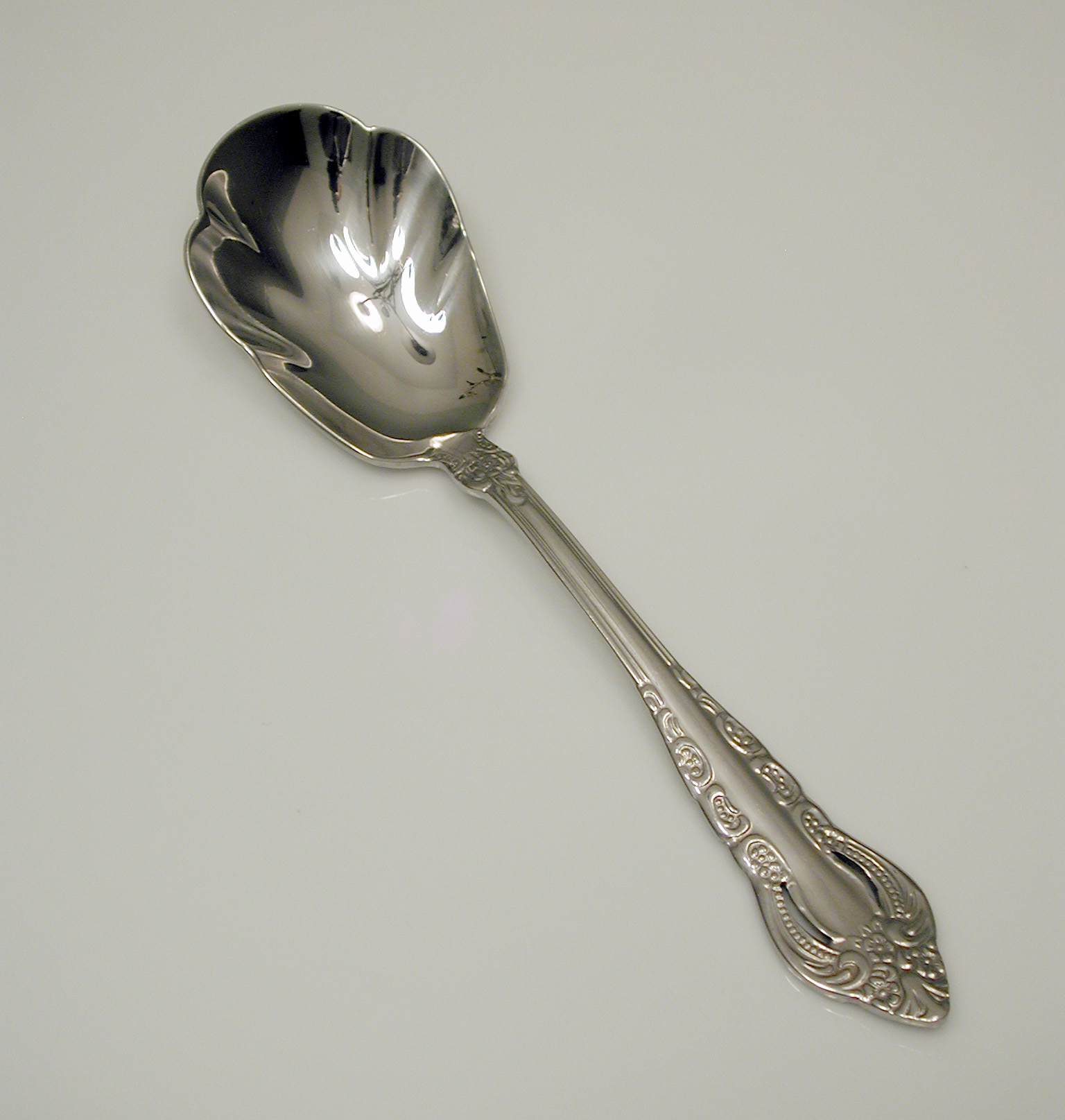
Łyżeczka do cukru (w formie muszelki)

Łyżeczka – jeden ze sztućców  zastawy stołowej, zwykle używana do mieszania herbaty lub kawy.
Łyżeczka jest również jedną ze zwyczajowych jednostek objętości oraz, pośrednio, także masy, a także miarką do ich odmierzania. Jest jedną z jednostek używanych w przepisach kulinarnych, ale także w innych recepturach stosowanych w gospodarstwie domowym. W przypadku produktów sypkich stosowane są m.in. takie określenia, jak: „płaska łyżeczka”, lub „z czubem”. Podobnie w domowej aptece jest jednostką do odmierzania lekarstw. Zwykle w powyższych zastosowaniach chodzi o „przeciętną” łyżeczkę do mieszania herbaty, której pojemność nie jest precyzyjnie określona. Z tego powodu wiele firm farmaceutycznych dołącza do leków specjalne łyżeczki pozwalające na dokładne odmierzanie porcji leków. 
Według źródeł angielskojęzycznych 1 łyżeczka ≈ 5 mililitrów (cm³).
Pojemność „łyżeczki z czubem” przyjmuje się dwukrotnie większą, ale jest mniej dokładna.

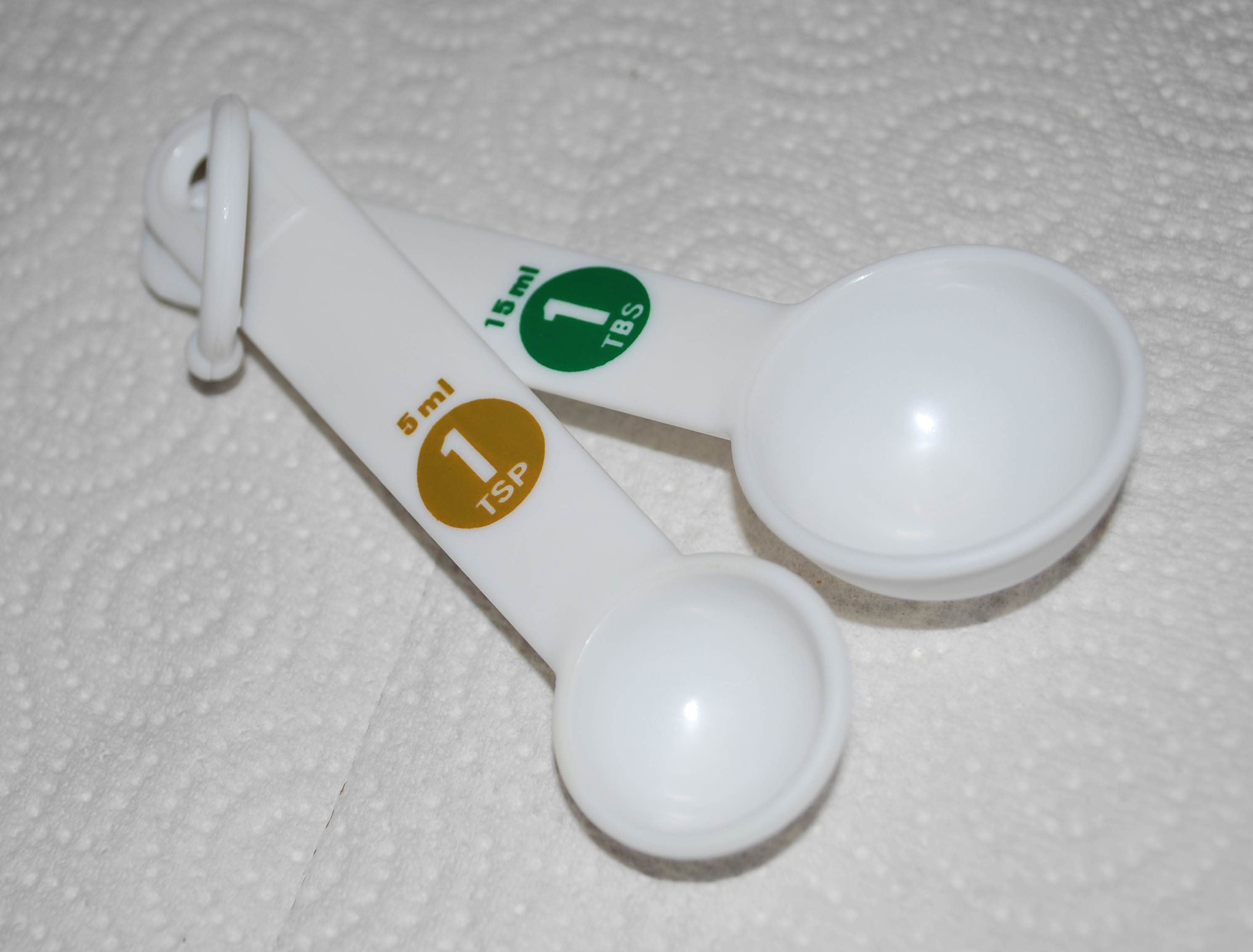
Łyżki miarowe z tworzywa sztucznego: łyżka stołowa 15 ml (TBS) i łyżeczka do herbaty 5 ml (TSP)

Przybliżone wagi łyżeczki różnych produktów znajdziesz w artykule: jednostki miar stosowane w gospodarstwie domowym.